# Gustaf Swenander
Carl Gustaf Swenander, född 18 mars 1874 i Österplana, Skaraborgs län, död 20 april 1953 i Lund, var en svensk fiskeriintendent, fil. dr., målare och tecknare.
Han var son till kyrkoherden Johan Swenander och Elise Adlerbjelke och från 1902 gift med Karin Kolmodin. Swenander blev fil. dr. 1903 på en avhandling om ornitologisk anatomi. Han vistades under flera år i Norge där han var anställd som föreståndare för Norske Videnskabers Selskabs museum i Trondheim 1901–1905 och Trondheims biologiska station 1902–1905. Han blev docent i zoologi i Uppsala 1905 och amanuens vid Riksmuseums etnografiska avdelning samma år. Han var tillförordnad professor i jämförande anatomi i Uppsala 1908–1909 och han utnämndes till fiskeriintendent för det mellersta distriktet 1909 och 1913–1939 var han fiskeriintendent för det södra distriktet. Vid sidan av sina zoologiska- och anatomiska studier med inriktning på ornitologi utvecklade Swenander en betydande skicklighet som djurmålare. Han var dock mycket sparsam med utställningar men han medverkade i en utställning på Lunds universitets konstmuseum 1919 och tillsammans med Allan Andersson ställde han ut på Medéns konstavdelning i Göteborg 1941. Som illustratör illustrerade han fyra bokverk om djur där fågelavbildningarna för Paul Rosenius Sveriges fåglar och fågelbon hör till hans mest omfattande. Vid utställningen i Göteborg visade han upp originalillustrationerna från Sveriges fåglar och fågelbon och bilderna som var utförda i akvarell eller tempera var ytterst detaljrika i en teknisk skicklig kvalité. Swenander var medlem i konstnärsgruppen De Frie. Han är begravd på Norra kyrkogården i Lund.